# Pierre Paoli
Pour les articles homonymes, voir Paoli.
Pierre-Marie Paoli, né le 31 décembre 1921 à Aubigny-sur-Nère et mort fusillé le 15 juin 1946 à Bourges, est un agent français de la Gestapo qui sévit dans le département du Cher.

## Biographie
Né le 31 décembre 1921 à Aubigny-sur-Nère dans une famille modeste, père herboriste originaire de la région parisienne (son arrière-grand-père Pascal Clément Paoli était venu d'Italie et s'était installé dans la Manche dans les années 1860) et mère modiste, Pierre Paoli est scolarisé à l'école communale. Il est décrit par ses instituteurs comme un « bon enfant et bon élève, un peu sournois cependant et très renfermé ». Il obtient ainsi son certificat d'études primaires. Dans le même temps, il fréquente le patronage du village. Il aime commander et organiser, d'ailleurs dans les querelles d'enfants il avait toujours à cœur de régler le problème. En octobre 1937, il est placé à la perception d'Aubigny comme commis. Il se présente à un concours administratif et est reçu, ce qui lui permet, le 1er mai 1938, d'entrer comme commis auxiliaire du Trésor à la perception de Mehun-sur-Yèvre. Il a alors 17 ans et quitte sa famille pour la première fois.
Lorsque la guerre est déclarée en septembre 1939, il décide de changer de vie, retourne à Aubigny puis monte à Paris, et trouve de petits travaux. Il assure ainsi pendant quelques jours la fonction de « messager cycliste » pour le compte de l'Amirauté allemande. Paoli revient dans le Cher en janvier 1942 où il reprend sa place à la perception. Anticommuniste et germanophone, il est engagé comme interprète du SD de Bourges 12 rue Michel de Bourges sous les ordres de Eric Hasse le 31 mars 1943.
C'est le début d'une collaboration franche et totale. Les Allemands lui offrent une chambre dans le local du SD. Il s'occupe de la section 4A qui devait lutter contre les communistes. Mais en peu de temps, il acquiert la confiance des Allemands qui lui attribuent des missions de plus en plus importantes. Il bénéficie d'une liberté d'action totale et d'une grande autonomie. Les lieux de répression sont la Maison d'arrêt de Bourges appelé prison du Bordiot et le sous sol du local de la Gestapo. Très vite, le zèle démontré par le jeune auxiliaire lui vaut de prendre du galon et des responsabilités. Devenu un agent de confiance du SD, il mène de nombreuses opérations contre la Résistance. Il porte l'uniforme allemand, obtient le grade de SS-Scharführer, et demande la nationalité allemande. On attribue plus de 300 arrestations, pour la plupart suivies de déportations, à ce personnage redouté pour son efficacité et sa cruauté, qui n'avait aucun scrupule à dépouiller ses victimes et à s'emparer de leurs biens de valeur. Tortionnaire impitoyable, il multiplie les supplices lors des interrogatoires qu'il effectue. La plus illustre victime de ses mauvais traitements est le sénateur Marcel Plaisant.
Seules quatre des vingt-trois personnes arrêtées par Paoli dans sa commune natale d'Aubigny revinrent des camps nazis. 
On estime à plus de 300 le nombre de personnes arrêtées par Paoli en une année de « travail » au profit des Allemands. La plupart des gens qui passaient entre ses mains n'en ressortaient pas, c'était la mort ou le départ pour un camp de concentration.
Le gestapiste français est également un des principaux protagonistes de la « rafle de Beffes » du 30 avril 1944, ainsi que de la rafle menée dans la nuit du 21 au 22 juillet 1944 contre les Juifs réfugiés à Saint-Amand-Montrond, où 71 personnes sont arrêtées. Au cours des jours suivants, il participe avec Erich Hasse des ordres venus du Hauptstrumführer Fritz Merdsche, Kommandeur de la Sipo-SD d'Orléans assisté par Fritz Woldbrandt d'on le siège est au 20, rue d'Alsace-Lorraine. Fritz Merdsche, est tenu pour responsable de la déportation de plus de 2.000 juifs dans la région. Fritz Merdsche, dirige et contrôle une région qui va de Bourges à Chartres aux ordres de Lorenz Kreuzer et Blois aux ordres de Ludwig Bauer et de Mona Reimeringer surnommée « Mona la Blonde, ». Pierre Paoli participe au massacre de 36 d'entre elles sur le site de la ferme abandonnée de Guerry, à Savigny-en-Septaine où leurs corps sont jetés dans trois puits il est un des gros massacres de l'année 1944 avec celui du Massacre de Tulle et du Massacre d'Oradour-sur-Glane. Ces crimes monstrueux sont généralement attribués à la Milice française et en particulier à Joseph Lécussan, par ailleurs l’assassin de Victor Basch. L’exécution de Philippe Henriot exacerba l’antisémitisme virulent de Lécussan et de ses acolytes, tels Roger Thévenot, son collègue de Bourges chef départemental de la Milice pour le Cher-Nord, exécuté à Bourges, rue Calvin le 8 août 1944, Il a été tué en pleine rue et en plein jour sur l’ordre du commandant Colomb dit Arnaud de Vogüé, chef des FFI du Cher-Nord. Selon toute apparence, elle constitua le prétexte qui inspira à Lécussan.
Paoli suit les troupes allemandes qui évacuent Bourges le 6 août 1944. Arrêté par les forces britanniques à Flensbourg près du Danemark le 16 mai 1945, il est remis aux autorités françaises en janvier 1946 et ramené à Bourges.
En mai 1946, la mise en jugement de ce traître emblématique, couramment surnommé « le monstre » ou encore « le sinistre Paoli », est un des grands procès de l'après-guerre. L'intéressé y assume ses actes en homme qui se sait perdu. L'indignation suscitée par l'exposition des atrocités auxquelles il a participé est accrue par la fanfaronnade qui lui fait déclarer : « Je ne suis pas français, mais allemand. » Condamné à mort, il est passé par les armes le 15 juin 1946 au polygone de Bourges, lieu où avaient été exécutés pendant la guerre les otages et les captifs de la Gestapo.

## Filmographie
- 2018: Paoli, de Pierre-Henri Debord, La 8e Merveille Productions

Série télévisée historique de 6x52 minutes retrace l'itinéraire sanglant de ce jeune provincial entré au service de la Gestapo. Un jeune homme à peine sorti de l'enfance et devenu l'un des tortionnaires les plus redoutés de la France collaborationniste.